# 洪全福

洪全福

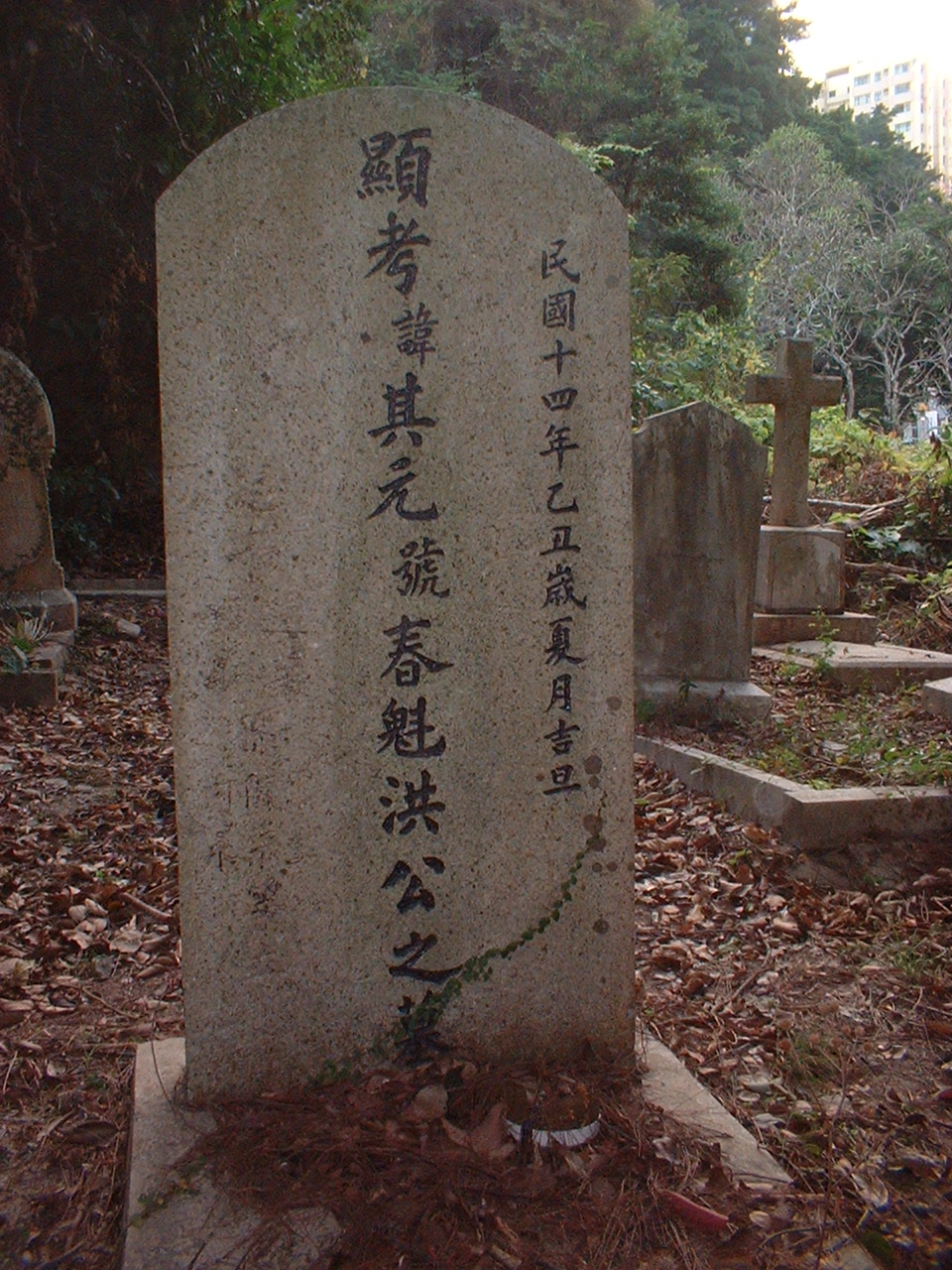
洪全福墓

洪 全福（こう ぜんふく、Hong Quanfu、1835年 - 1904年）は、太平天国の指導者の一人。もとの名は春魁。
広東省広州府花県出身。洪秀全の一族にあたり、金田蜂起に参加し、瑛王に封ぜられた。1864年に太平天国が滅亡すると、香港に逃れ、外国船の料理人として身を隠した。その後香港で隠居していたが、天地会に加入してその首領に推された。
その頃、興中会員謝纘泰は1895年に広州蜂起をおこしたが失敗に終わった。彼は再度の蜂起を企てて洪全福に接近するようになった。1902年7月、興中会員李紀堂が資金を集めて広州での蜂起を準備し、洪全福は大明順天国南粤興漢大将軍を名乗った。しかし計画は事前に漏れ、洪全福はシンガポールに逃れた。その後香港に戻るが病死した。